# Zwitserse parlementsverkiezingen 2011
De Zwitserse federale verkiezingen van 2011 werden op 23 oktober gehouden voor de twee kamers tellende Bondsvergadering.
De twee kamers van de Bondsvergadering (Bundesversammlung/ Assemblée fédérale/ Assemblea Federale/ Assemblea Federala):
- Nationale Raad (Nationalerat/ Conseil National/ Consiglio Nazionale/ Cussegl Naziunal), bestaat uit 200 leden die via het algemeen kiesrecht worden gekozen op basis van het stelsel van evenredige vertegenwoordiging voor de duur van vier jaar. De Nationale Raad is het lagerhuis van de Bondsvergadering.
- Kantonsraad (Ständerat/ Conseil des États/ Consiglio degli Stati/ Cussegl dals Stadis), bestaat 46 leden die via algemeen, enkelvoudig kiesrecht worden gekozen voor de duur van vier jaar. In elk van 20 kantons worden twee kandidaten gekozen die worden afgevaardigd naar de Kantonsraad. In elk van de 6 halfkantons[1] wordt er één kandidaat gekozen die wordt afgevaardigd naar de Kantonsraad. De Kantonsraad is het hogerhuis van de Bondsvergadering.

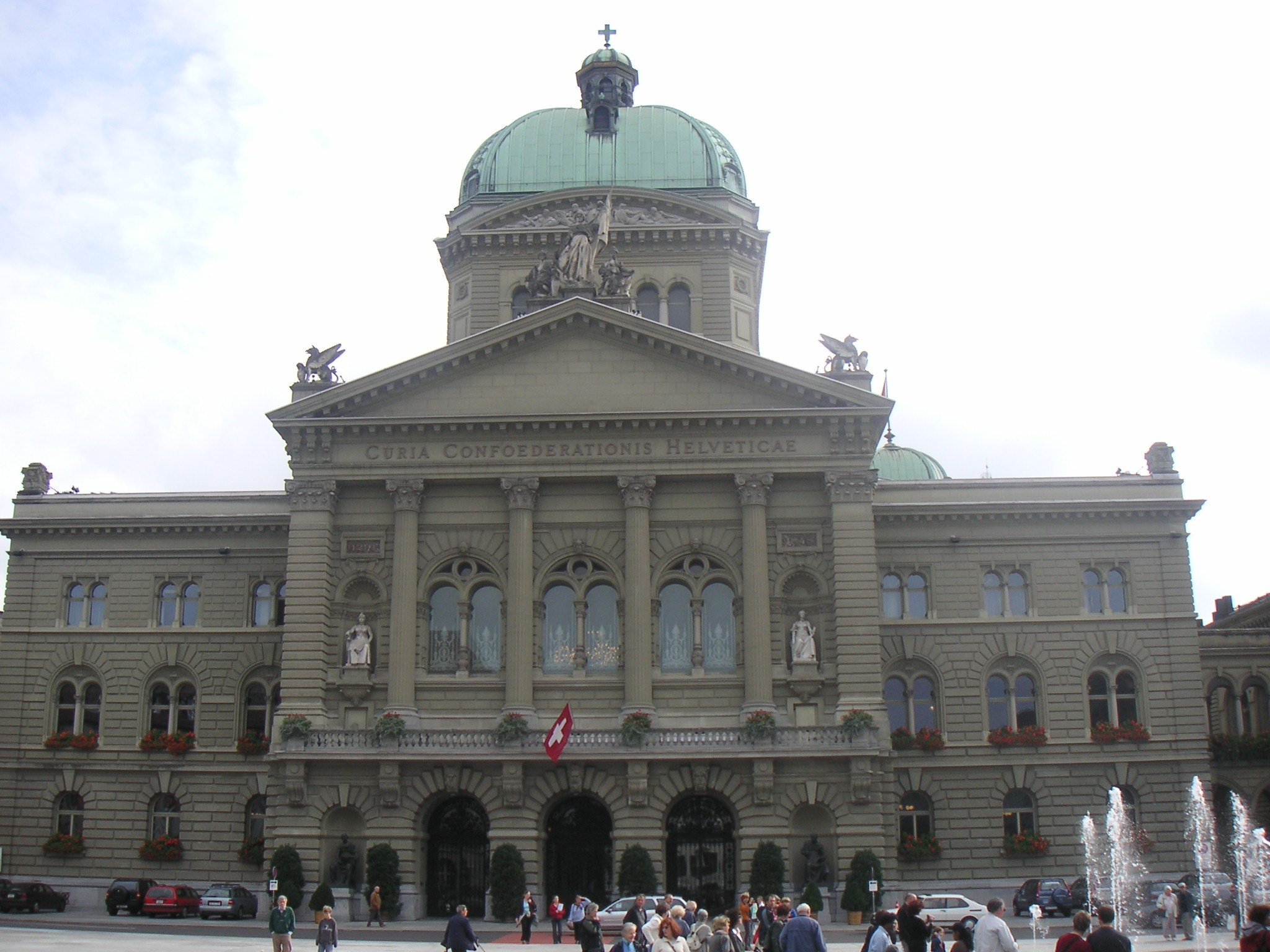
Vooraanzicht van het Bondshuis, zetel van de Bondsvergadering
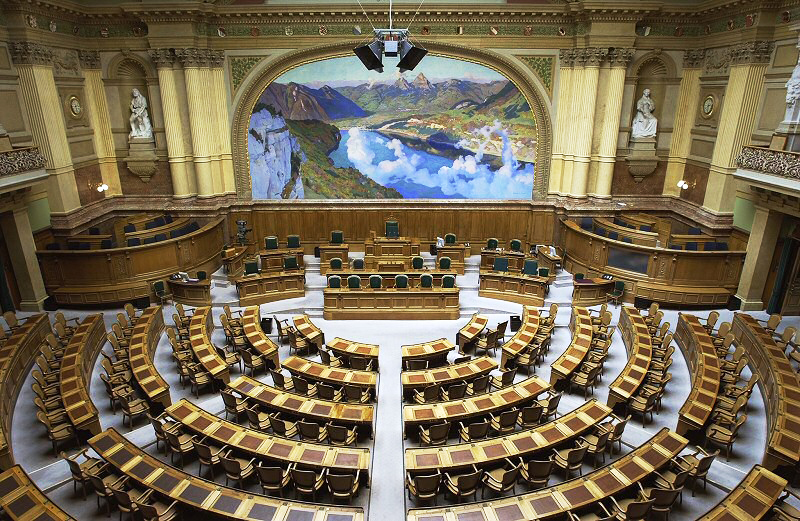
Interieur Nationale Raad
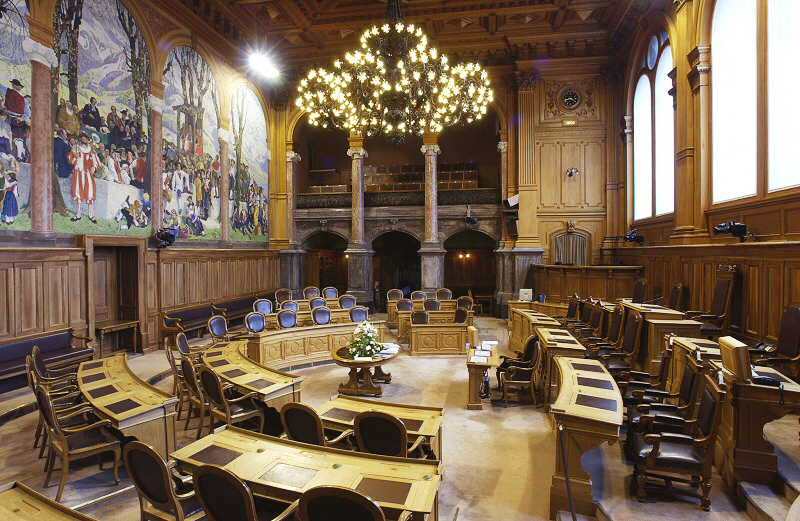
Interieur Kantonsraad

## Partijen
Aan de Zwitserse verkiezingen deden tal van partijen mee met verschillende ideologieën. Hieronder een overzicht van de belangrijkste partijen en ideologie. (De partijen vertegenwoordigt in de regering, de Bondsraad zijn vetgedrukt.)
| Partij                                           | ideologie                                     |
| ------------------------------------------------ | --------------------------------------------- |
| Alternatieve Kanton Zug (SGA)                    | socialisme                                    |
| Burgerlijk-Democratische Partij (BDP)            | conservatief-liberalisme                      |
| Christelijk Sociale Partij van Zwitserland (CSP) | christen-socialisme                           |
| Christendemocratische Volkspartij (CVP)          | christendemocratisch                          |
| Evangelische Volkspartij                         | christendemocratie                            |
| Federaal-Democratische Unie (EDU)                | conservatisme/christendemocratie              |
| Groene Partij van Zwitserland (GPS)              | ecologisme                                    |
| Groen-Liberale Partij (GLP)                      | ecologisme/liberalisme                        |
| Liga van Ticino (Lega)                           | conservatisme/populisme/Ticinees nationalisme |
| Liberale Partij van Zwitserland (LPS)            | conservatief-liberalisme                      |
| Sociaaldemocratische Partij van Zwitserland (SP) | sociaaldemocratie                             |
| SolidaritéS                                      | marxisme-leninisme/trotskisme                 |
| Vrijheidspartij van Zwitserland (FPS)            | conservatisme/populisme                       |
| Vrijzinnig Democratische Partij (FDP)            | liberalisme                                   |
| Zwitserse Democraten (SD)                        | conservatisme/populisme                       |
| Zwitserse Partij van de Arbeid (PdA)             | communisme/links-socialisme                   |
| Zwitserse Volkspartij (SVP)                      | conservatisme/nationalisme                    |

## Gereserveerde zetels in deNationale Raadperkanton
| Kanton                 | aantal zetels |
| ---------------------- | ------------- |
| Aargau                 | 15            |
| Appenzell Ausserrhoden | 1             |
| Appenzell Innerrhoden  | 1             |
| Basel-Landschaft       | 7             |
| Bazel-Stad             | 5             |
| Bern                   | 26            |
| Fribourg               | 7             |
| Genève                 | 11            |
| Glarus                 | 1             |
| Graubünden             | 5             |
| Jura                   | 2             |
| Luzern                 | 10            |
| Neuchâtel              | 5             |
| Nidwalden              | 1             |
| Obwalden               | 1             |
| Sankt Gallen           | 12            |
| Schaffhausen           | 2             |
| Schwyz                 | 4             |
| Solothurn              | 7             |
| Ticino                 | 8             |
| Thurgau                | 6             |
| Uri                    | 1             |
| Wallis                 | 7             |
| Zug                    | 3             |
| Zürich                 | 34            |

## Uitslagen
Voor het eerst sinds 1987 leed de conservatief-populistische Zwitserse Volkspartij (SVP), een nederlaag. De partij die ruim 26% van de stemmen kreeg, verloor 8 zetels ten opzichte van 2007. De Burgerlijk-Democratische Partij (BDP), een gematigde afsplitsing van de SVP, behield de negen zetels waaruit de partij in 2008 werd gevormd. De Groen-Liberale Partij (GLP), voortgekomen uit de Groene Partij van Zwitserland, verkreeg 12 zetels, een winst van 9 zetels t.o.v. 2007, waardoor het voor de groen-liberalen mogelijk werd om een eigen fractie te stichten (het wettelijke minimum is vijf zetels).
De Sociaaldemocratische Partij van Zwitserland (SP) de grote verliezer van 2007 was in 2011 de enige partij in de Bondsraad (regering) die winst boekte, de partij ging van 43 naar 46 zetels. Verlies was er voor de Christendemocratische Volkspartij (CVP) en de liberale Vrijzinnig Democratische Partij.De Liberalen (FDP)
Verlies was er ook voor de Groene Partij van Zwitserland (GPS). De GPS verloor 5 zetels en hield er 15 over.

### Nationale Raad
| Partij | Partij                                       | Duitse/Franse/Italiaanse/Retoromaanse naam | %            | Zetels |
| ------ | -------------------------------------------- | --- | ------------ | ------ |
|        | Zwitserse Volkspartij                        | Sweizerische Volkspartei Union Démocratique du Centre Unione Democratica di Centro Partida Populara Svizra                                                                                | 26,6% (2,3%) | 54 (8) |
|        | Sociaaldemocratische Partij van Zwitserland  | Sozialdemokratische Partei der Schweiz Parti Socialiste Suisse Partito Socialista Svizzero Partida Socialdemocrata da la Svizra                                                           | 18,7% (0,8%) | 46 (3) |
|        | Vrijzinnig Democratische Partij.De Liberalen | Freisinnig Demokratische Partei der Schweiz.Die Liberalen Parti libéral-radical.Les Libéraux-Radicaux Partito Liberale Radicale.I Liberali Radicali Partida Liberaldemocrata.Ils Liberals | 15,1% (0,7%) | 30 (1) |
|        | Christendemocratische Volkspartij            | Christlichdemokratische Volkspartei der Schweiz Parti Démocrate-Chrétien Suisse Partito Popolare Democratico Svizzero Partida Cristiandemocratica Svizra                                  | 12,3% (2,2%) | 28 (3) |
|        | Groene Partij van Zwitserland                | Grüne Partei der Schweiz Les Verts I Verdi — | 8,4% (1,2%)  | 15 (5) |
|        | Groen-Liberale Partij                        | Grünliberale Partei der Schweiz Verts Libéraux Verdi Liberali — | 5,4% (4,0%)  | 12 (9) |
|        | Burgerlijk-Democratische Partij              | Bürgerlich-Demokratische Partei Schweiz Parti bourgeois démocratique suisse Partito Borghese Democratico Svizzero Partida burgais democratica Svizra                                      | 5,4% (5,4%)  | 9 (9)  |
|        | Evangelische Volkspartij van Zwitserland     | Evangelische Volkspartei der Schweiz Parti Évangélique Suisse Partito Evangelico Svizzero Partida Evangelica da la Svizra                                                                 | 2,0% (0,4%)  | 2 (0)  |
|        | Liga van Ticino                              | — Lega dei Ticinesi — | 0,8% (0,2%)  | 2 (1)  |
|        | Geneefse Burgerbeweging                      | E- Mouvement citoyens genevois - — | 0,4% (0,3%)  | 1 (1)  |
|        | Federaal-Democratische Unie                  | Eidgenössisch-Demokratische Union Union Démocratique Fédérale Unione Democratica Federale —                                                                                               | 1,3% (0%)    | 0 (1)  |
|        | Zwitserse Partij van de Arbeid               | Partei der Arbeid der Schweiz Parti Suisse du Travail - Parti Ouvrier et Populaire Partito Svizzero del Lavoro Partida Svizra da la Lavur                                                 | 0,5% (0,2%)  | 1 (1)  |
|        | Christelijk Sociale Partij van Zwitserland   | Christlichsoziale Partei der Schweiz Parti Chrétien-Social Suisse — | 0,3% (0,1%)  | 0 (1)  |
|        | Overigen                                     | | 2,2% 0,8%)   | 1 (1)  |
| Totaal | Totaal                                       | |              | 200    |

### Kantonsraad
De centrum gerichte partijen CVP en de FDP bleven grootste partijen in de Kantonsraad: de CVP leverde 2 zetels in en kwam op 13 zetels uit, terwijl de FDP 1 zetel inleverde en bleef steken op 11 zetels. Verlies was er voor de SVP (-2) en winst was er voor de SP (+2).
De Burgerlijk-Democratische Partij deed met 1 zetel haar intrede in de Kantonsraad.
| Partij | Partij                                      | Duitse/Franse/Italiaanse/Retoromaanse naam | Zetelverdeling | Zetelverdeling |
|        |                                             | | 2007           | 2011           |
| ------ | ------------------------------------------- | --- | -------------- | -------------- |
|        | Christendemocratische Volkspartij           | Christlichdemokratische Volkspartei der Schweiz Parti Démocrate-Chrétien Suisse Partito Popolare Democratico Svizzero Partida Cristiandemocratica Svizra                                  | 15             | 13             |
|        | Vrijzinnig Democratische Partij             | Freisinnig Demokratische Partei der Schweiz.Die Liberalen Parti libéral-radical.Les Libéraux-Radicaux Partito Liberale Radicale.I Liberali Radicali Partida Liberaldemocrata.Ils Liberals | 12             | 11             |
|        | Sociaaldemocratische Partij van Zwitserland | Sozialdemokratische Partei der Schweiz Parti Socialiste Suisse Partito Socialista Svizzero Partida Socialdemocrata da la Svizra                                                           | 9              | 11             |
|        | Zwitserse Volkspartij                       | Sweizerische Volkspartei Union Démocratique du Centre Unione Democratica di Centro Partida Populara Svizra                                                                                | 7              | 5              |
|        | Groene Partij van Zwitserland               | Grüne Partei der Schweiz Les Verts I Verdi - | 2              | 2              |
|        | Groen-Liberale Partij                       | Grünliberale Partei Verts Libéraux Verdi Liberali - | 1              | 2              |
|        | Burgerlijk-Democratische Partij             | Bürgerlich-Demokratische Partei Schweiz Parti bourgeois démocratique suisse Partito Borghese Democratico Svizzero Partida burgais democratica Svizra                                      | -              | 1              |
|        | Onafhankelijk                               | | -              | 1              |
| Totaal | Totaal                                      | | 46             | 46             |

## Verkiezing van deBondsraad
Het nieuwgekozen parlement koos op 14 december 2007 voor de duur van vier jaar een nieuwe regering, de Bondsraad (Bundesrat/ Conseil Fédéral/ Consiglio Federale/ Cussegl Federal). De Bondsraad bestaat uit zeven Bondsraadsleden (ministers).